# 春秋繁露
《春秋繁露》，共分十七卷、八十二篇，其中「卷第十：第三十九篇、第四十篇，卷第十二：第五十四篇」等三篇闕漏，剩七十九篇。由漢代董仲舒所撰。

「繁露」代表聨貫現象。「春秋」為事情、命名等各樣的解說。《春秋繁露》大力宣揚“三綱五常”的道德觀。當中內容包括楚莊王、竹林、考功名、通國身、三代改制、官制象天、堯舜湯武、服制、王道通、天容、天辨在、隂陽位、郊祀等等。《四库全书总目提要·易类六·附录易纬·案语》稱《春秋繁露》是纬书：“盖秦汉以来，去圣日远，儒者推阐论说，各自成书，与经原不相比附，如伏生《尚书大传》、董仲舒《春秋》阴阳，核其文体，即是纬书，特以显有主名，不能托诸孔子。”

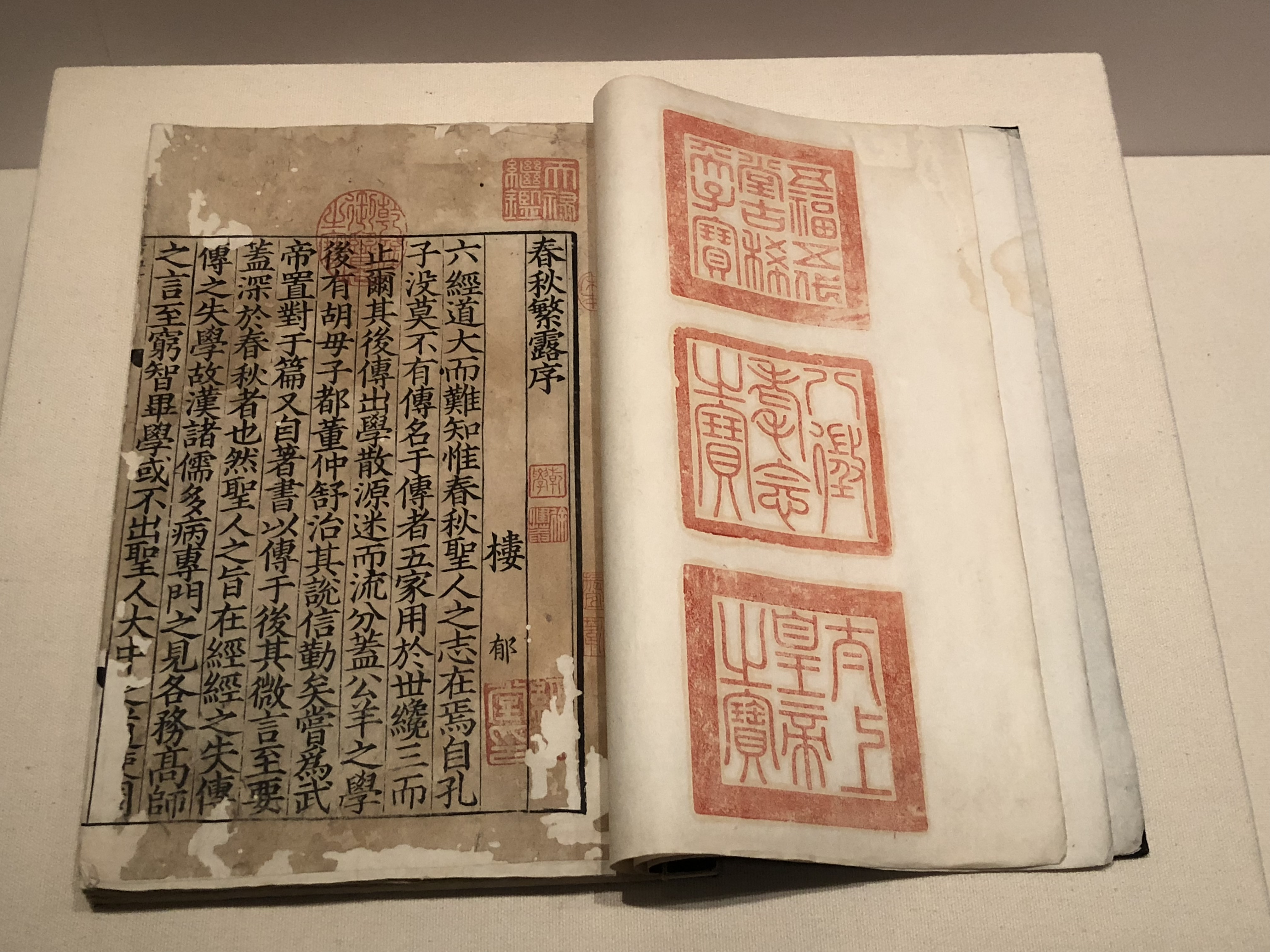
春秋繁露十七卷 宋嘉定四年胡槻江右计台刻本。国家博物馆藏

## 研究書目
- Sarah A. Queen（桂思卓）著. . 朱騰 譯. 北京: 中國政法大學出版社. 2010. ISBN 9787562035688.